# Indian Wild Ass Sanctuary
Indian Wild Ass Sanctuary är ett viltreservat i Indien.   Det ligger i delstaten Gujarat, i den västra delen av landet, 900 km sydväst om huvudstaden New Delhi.